# نیل کلمنت
نیل کلمنت (انگلیسی: Neil Clement؛ زادهٔ ۳ اکتبر ۱۹۷۸) بازیکن فوتبال اهل بریتانیا است.
از باشگاه‌هایی که در آن بازی کرده‌است می‌توان به باشگاه فوتبال وست برومویچ آلبیون، باشگاه فوتبال پرستون نورث اند، باشگاه فوتبال هال سیتی، باشگاه فوتبال چلسی، باشگاه فوتبال ردینگ، و باشگاه فوتبال برنتفورد اشاره کرد.
وی همچنین در تیم‌های ملی فوتبال England national under-16 football team و زیر ۱۸ سال انگلستان بازی کرده‌است.